# Мочанов Олексій Юрійович
Олексі́й Ю́рійович Моча́нов (нар. 18 січня 1969, Київ, Українська РСР) — український автогонщик, автомобільний та автоспортивний журналіст, телеведучий, тест-пілот, музичний виконавець-бард. Чемпіон України з автослалому (1999), призер чемпіонатів України з ралі, чемпіон німецької серії багатогодинних кільцевих перегонів на витривалість — серії VLN (2008). Автомобільний експерт Першого національного телеканалу. Активний пропагандист автомобільного спорту. Майстер спорту України міжнародного класу з автомобільного спорту (2008). Волонтер, здійснює забезпечення українських військ у ході війни на сході України. Один з засновників волонтерської групи «Добровоз».

## Життєпис
Народився 18 січня 1969 року в Києві. Син археолога Ю. Мочанова.
Закінчив історичний факультет Якутського університету. Військову строкову службу проходив у Львівському прикордонному загоні, 1987—1989. «Учєбка» в Шегінях,авторота у Львові, потім застави в Сянках, Стужиці. Працював водієм, кінологом, та в ремонтних майстернях. Пізніше продовжував службу в ЗМОП (загони міліції особливого призначення) та в ДАІ м. Києва.
У 1994—1995 роках працював каскадером на ГРТ (Москва). З 1995 року розпочав журналістську діяльність, співпрацював з журналами «Motor News», «Сигнал», «Drive», «Автомобили», «КоммерсантЪ», «Авторевю», «Автоспорт». Вів низку програм на українських телевізійних каналах: на «Інтері», «СТБ», «1+1», «Тоніс», «Першому автомобільному» та ін.
З 1996 року активно займається автоспортом. Є ініціатором створення у 2006 році української національної команди з кільцевих перегонів «Racing Team Ukraine», яка стала віцечемпіоном в абсолютному заліку німецької серії VLN.
У липні 2015 потрапив до лікарні — спочатку лікарі діагностували гіпертонічний криз, однак уже через деякий час у нього було виявлено інфаркт.
9 вересня 2015, під час визволення з полону кіборга Андрія Гречанова («Рахман»), разом з помічником був побитий групою невідомих на трасі Дружківка — Костянтинівка. Мотиви нападу невідомі. Свій стан після цієї події постраждалий оцінив як «нормальний».

### Політична діяльність
Балотувався на пост мера Києва на дострокових виборах 25 травня 2014 року.
Під час війни на сході України у серпні 2015 року разом з Володимиром Рубаном був перемовником щодо повернення українських полонених.

### Спортивна кар'єра
- 1999 — чемпіон України з автослалому, володар Кубка України з ралі на серійних автомобілях.
- 2002 — перші старти в серії VLN (Нюрбургринг, Німеччина).
- 2003 — встановив рекорд Росії (в команді з Н. Небилицьким, С. Грязіним та А. Жигуновим) у 24-годинній гонці (5088 км за 24 години на Димитровському полігоні).
- 2006 — повний сезон у серії VLN, перший старт у гонці «24 години Нюрбурґринґу».
- 2008:
  - 3 місце в об'єднаному класі SP1-SP2 у гонці «24 години Нюрбурґринґу» у складі команди Racing Team Ukraine (у складі: А. Круглик, В. Кондратенко, О. Салюк, О. Мочанов).
  - Чемпіон серії VLN в класі SP2 (в парі з А. Кругликом), та поділив 3-4 місця з А. Кругликом в абсолютному заліку серії VLN 2008
  - Майстер спорту міжнародного класу

### Музична діяльність
Історія музичної діяльності бере свій початок з осені 2006 — поворотним моментом стала ДТП, внаслідок якої Мочанов зазнав серйозних фізичних травм. Об'єднавшись із гітаристом Олексієм Морозовим, він створив групу під назвою IndiAnApolice, яка виконувала кавер-версії пісень радянських, російських та західних музичних колективів. У 2012 група дістала нову назву — CountryAnApolice. Олексій Мочанов — професійний музикант, він є автором текстів пісень, які, згідно з назвою, виконуються в жанрі кантрі-рок; що стосовно музики, то єдиного, конкретного її автора в CountryAnApolice немає, автором виступає кожен з учасників колективу.

## Нагороди
- Орден Богдана Хмельницького III ст. (4 грудня 2014) — за громадянську мужність, вагомий особистий внесок у розвиток волонтерського руху, зміцнення обороноздатності та безпеки Української держави[9].
- Орден «За заслуги» III ст. (23 серпня 2022) — за значні заслуги у зміцненні української державності, мужність і самовідданість, виявлені у захисті суверенітету та територіальної цілісності України, вагомий особистий внесок у розвиток різних сфер суспільного життя, відстоювання національних інтересів нашої держави, сумлінне виконання професійного обов'язку.[10]
- Відзнака Міністерства оборони України «Вогнепальна зброя» (5 грудня 2014)[11].
- Іменна вогнепальна зброя від Міністра МВС
- відзнака «Знак пошани»
- Медаль «За сприяння Збройним Силам України»
- Медаль «За зміцнення обороноздатності»

## Оцінки
- За оцінками експертів, опитаних Асоціацією благодійників України, належить до числа українських публічних осіб, які у 2014[12] та 2015[13] роках найбільш активно особисто брали участь у благодійній та волонтерській роботі.